# Božská Florence
Božská Florence (v anglickém originále Florence Foster Jenkins) je britský film z roku 2016. Životopisnou komedii o mecenášce a operní divě bez hudebního nadání Florence Foster Jenkinsové natočil režisér Stephen Frears s Meryl Streepovou v titulní roli. Do britských kin byl uveden 6. května 2016. Českou premiéru ohlásila distribuční společnost Bioscop původně na 26. května 2016, později na 25. srpna 2016.

## Děj
Florence Foster Jenkinsová (Meryl Streepová) je velmi bohatá žena na vrcholu newyorské smetánky, její manžel St. Clair Bayfield (Hugh Grant) velkorysý mecenáš a patron klasické hudby. Florence však postrádá hudební nadání i hlas, což před ní manžel úzkostlivě tají, a tak pořádá její pěvecké večírky pro důkladně vybranou a zaplacenou společnost. Když však v roce 1944 přijde diva bez talentu s myšlenkou koncertu v prestižním sále Carnegie Hall jako charitu pro veterány vracející se z války, znamená to životní výzvu pro manžela i najatého pianistu Cosmého McMoona (Simon Helberg).

## Postavy a obsazení

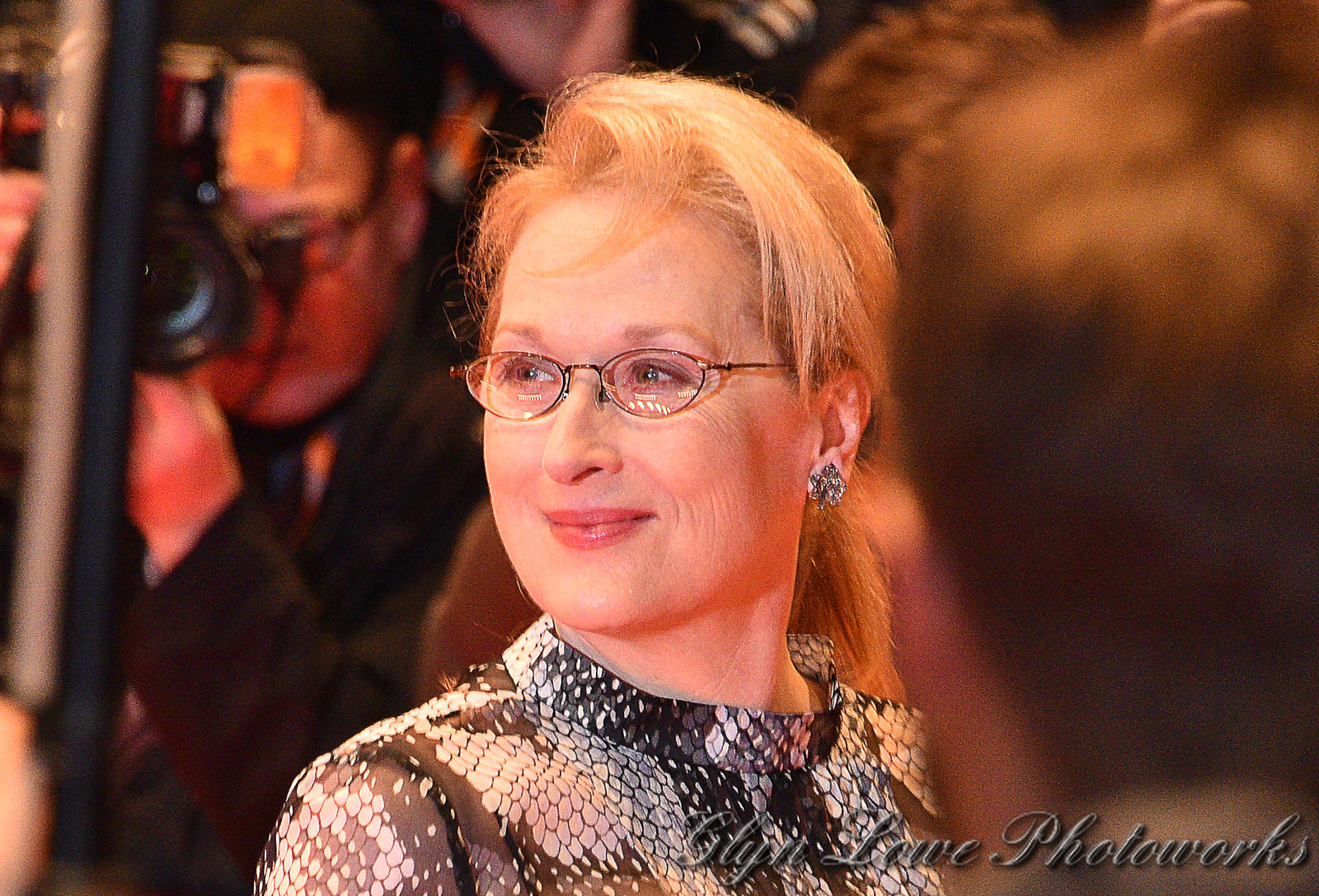
Hlavní představitelka Meryl Streepová v únoru 2016

| Meryl Streepová     | Florence Foster Jenkins |
| Hugh Grant          | St. Clair Bayfield      |
| Simon Helberg       | Cosmé McMoon            |
| Rebecca Fergusonová | Kathleen                |
| Neve Gachevová      | přítelkyně Florence     |
| Josh O'Connor       | Donaghy                 |
| Nina Arianda        | Agnes Starková          |
| John Kavanagh       | Arturo Toscanini        |
| Mark Arnold         | Cole Porter             |
| Christian McKay     | Earl Wilson             |
| Aida Garifullinová  | Lily Pons               |

## Produkce

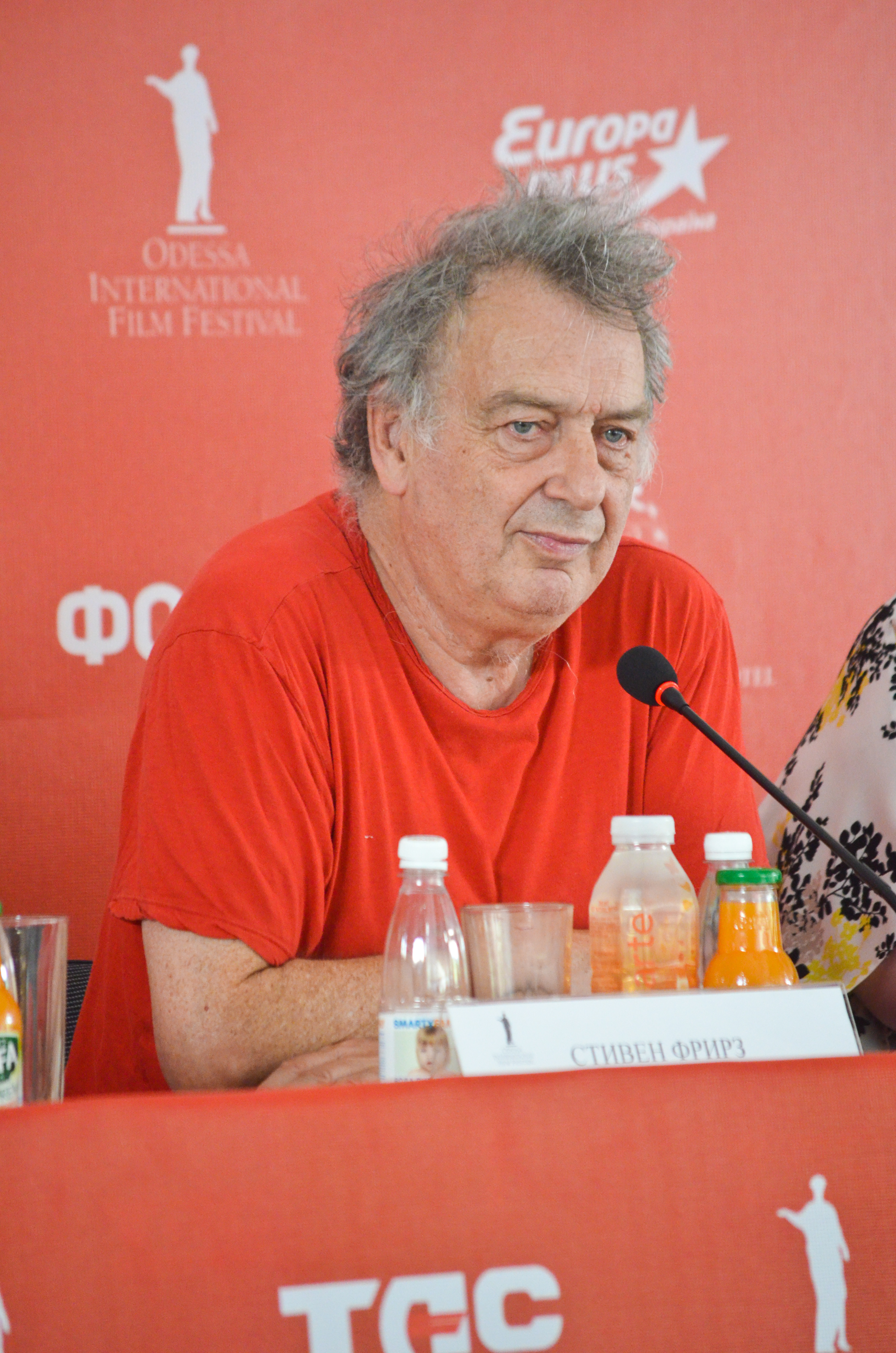
Režisér Stephen Frears v roce 2014

Dne 21. října Variety potvrdilo, že Stephen Frears bude režírovat nový životopisný film Florence, za scénářem bude stát Nicholas Martin a snímek bude vyprávět život slavné operní pěvkyně Florence Foster Jenkins. Michael Kuhn a Tracey Seaward film produkovali. Natáčení začalo v květnu 2015 v Londýně.

## Přijetí

### Tržby
Film vydělal 27,4 milionů dolarů v Severní Americe a 16,9 milionů dolarů v ostatních oblastech, celkově tak vydělal 44,3 milionů dolarů po celém světě. Rozpočet filmu činil 29 milionů dolarů. V Severní Americe a v Kandě byl oficiálně uveden 12. srpna 2016, společně s filmy Můj kamarád drak a Buchty a klobásy. Za první víkend docílil osmé nejvyšší návštěvnosti, kdy vydělal 6,6 milionů dolarů.

### Recenze
Na recenzní stránce Rotten Tomatoes získal ze 175 započtených recenzí 87 procent s průměrným ratingem 7 bodů z deseti. Na serveru Metacritic snímek získal z 41 recenzí 71 bodů ze sta. Na Česko-Slovenské filmové databázi snímek získal 70%.